# Scandlines
Die Scandlines Deutschland GmbH mit Sitz in Hamburg ist eine deutsch-dänische Reederei, die zwei Ostsee-Fährrouten zwischen Deutschland und Dänemark betreibt. Sie ist Tochtergesellschaft der Scandferries Holding ApS mit Hauptsitz in Kopenhagen (Dänemark) und entstand aus den Eisenbahnfährgesellschaften der beiden Länder.

## Geschichte und Unternehmensstruktur

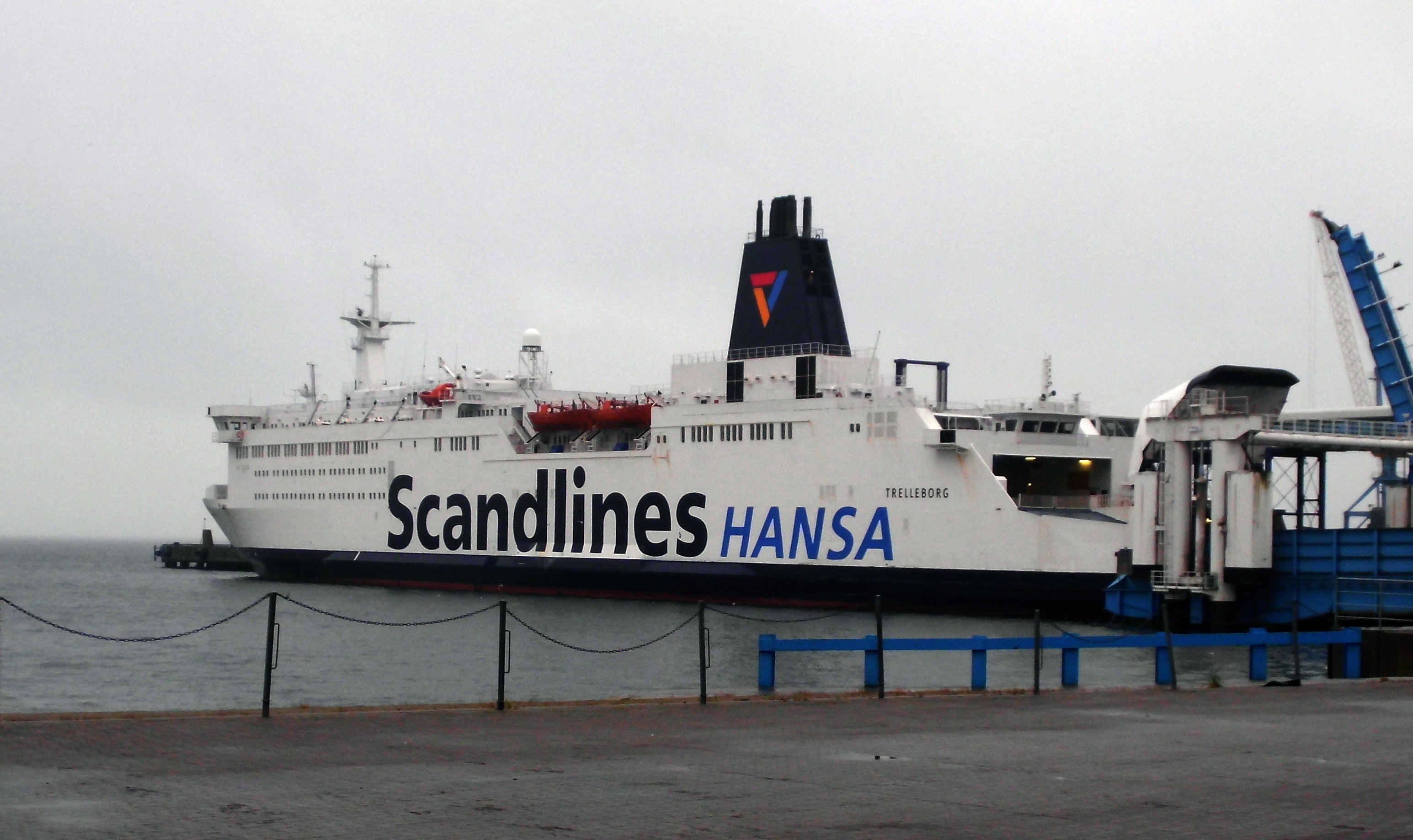
Scandlines-Fähre der Königslinie 2011

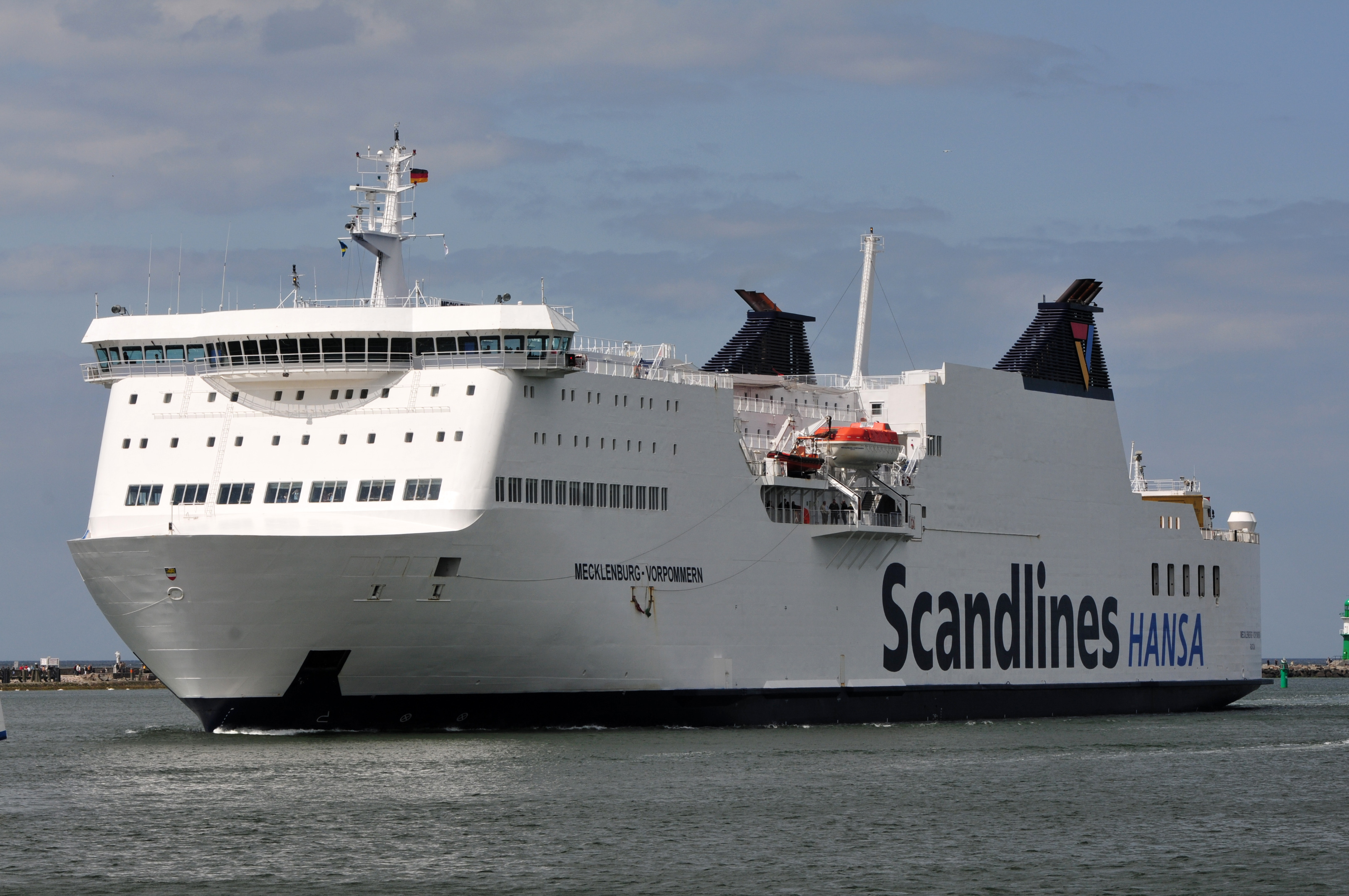
Die Fähre Mecklenburg-Vorpommern im Dienst von Scandlines 2012

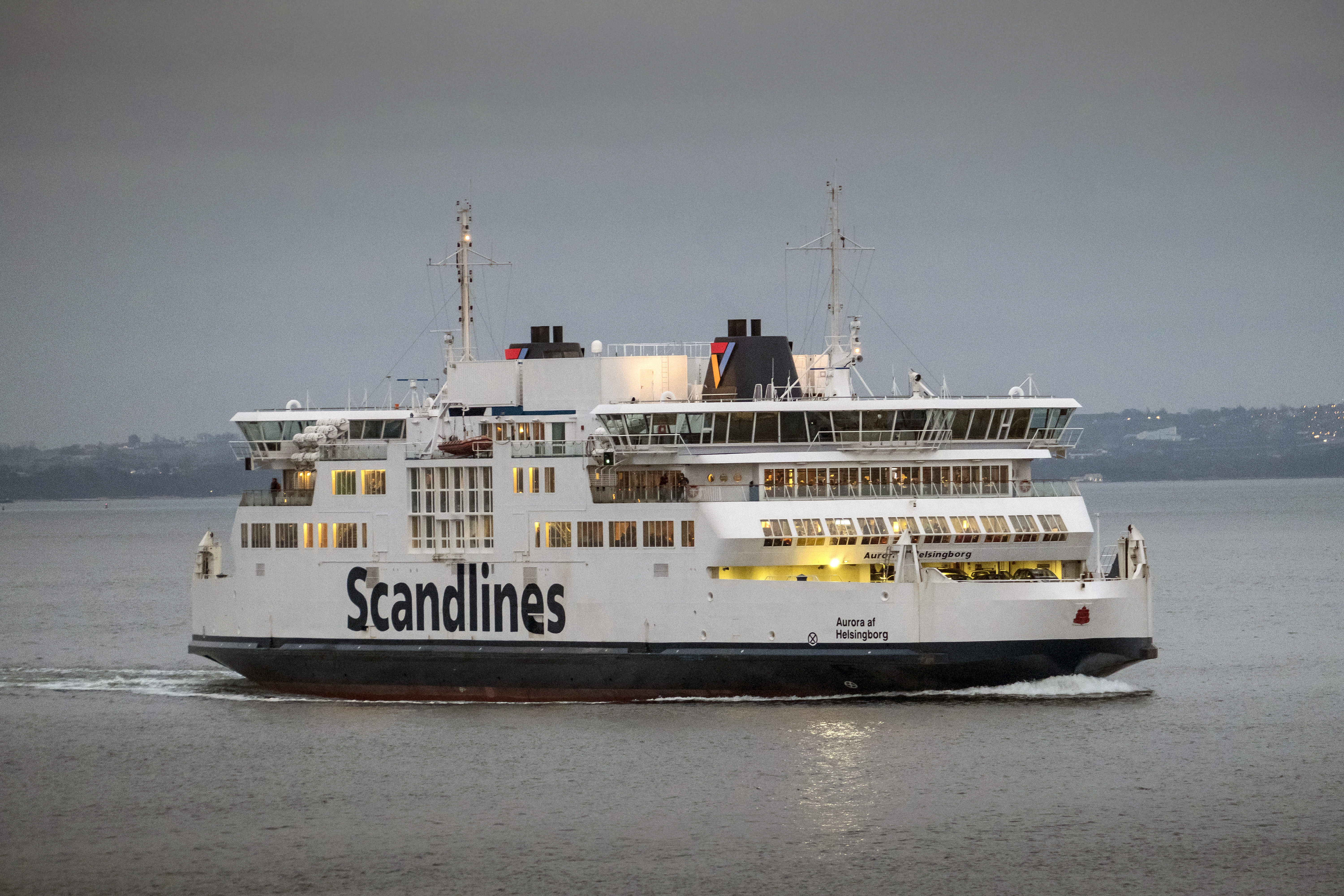
Scandlines-Fähre im Öresund 2017

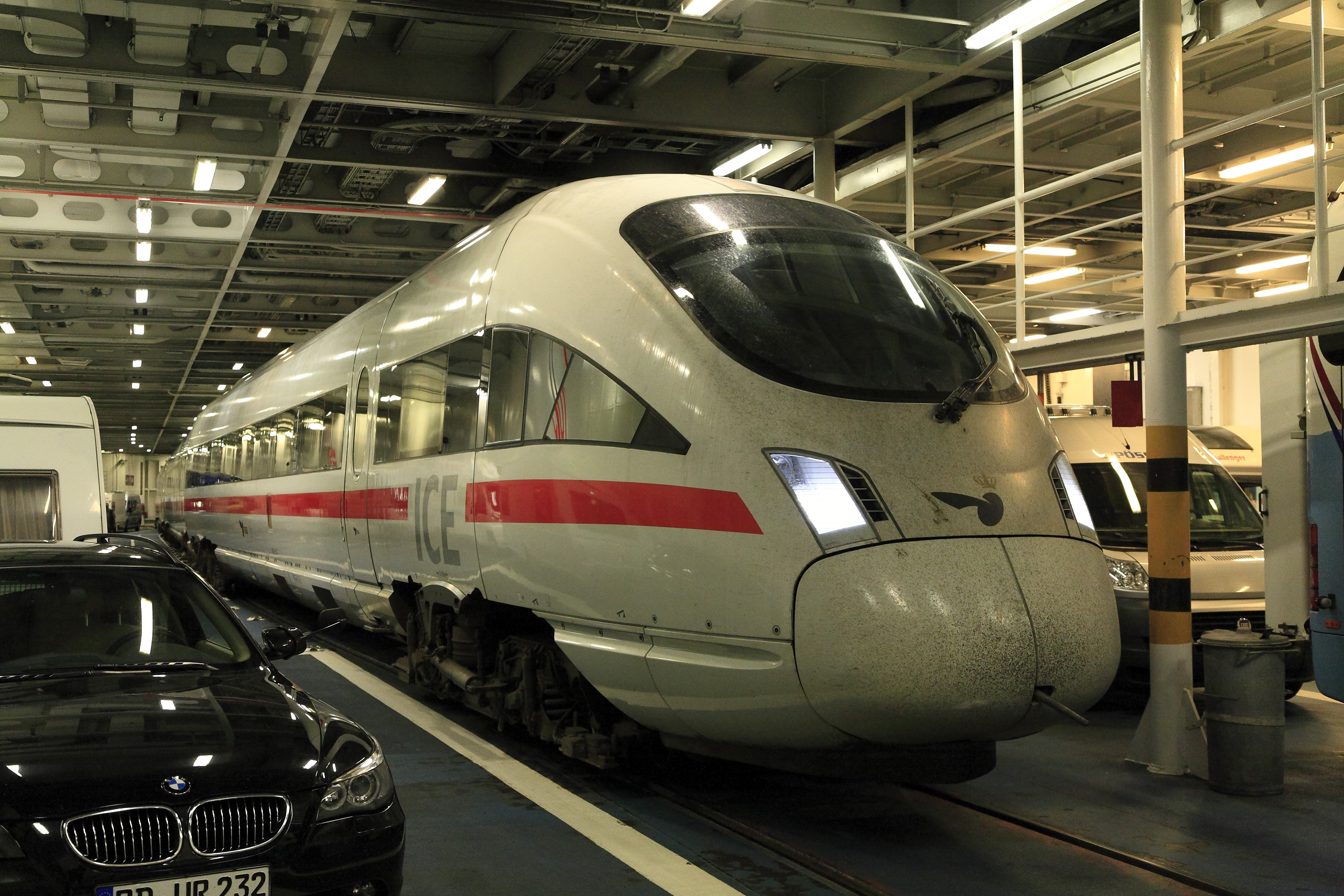
Die Trajektierung endete im Dezember 2019

Die Geschichte der Fähraktivitäten der deutschen Eisenbahngesellschaften zwischen Deutschland und Skandinavien reicht bis in das Jahr 1903 zurück, als die erste Eisenbahnfährverbindung zwischen Rostock-Warnemünde (Deutschland) und Gedser (Dänemark) eröffnet wurde. 1909 folgte der erste Eisenbahnfährbetrieb zwischen Deutschland und Schweden, die „Königslinie“ zwischen Saßnitz (Deutschland) und Trelleborg (Schweden). Betreiber waren die Eisenbahnen der jeweiligen Länder.
Mit der Eröffnung der „Vogelfluglinie“, einer neuen Fährverbindung zwischen Puttgarden (Insel Fehmarn) und Rødby (Insel Lolland in Dänemark), wurde die Kooperation zwischen den Fährgesellschaften in Dänemark und der Bundesrepublik Deutschland im Jahr 1963 weiter vertieft.
Die Deutsche Fährgesellschaft Ostsee (DFO) wurde 1993 im Zuge der Zusammenführung der beiden deutschen Staatsbahnen – Deutsche Reichsbahn (DR) und Deutsche Bundesbahn (DB) – als privatrechtliche Gesellschaft gegründet. Sie betrieb den deutschen Teil (Häfen und Schiffe) der Fährlinien von Deutschland nach Dänemark und Schweden. 1994 fusionierten beide Bahnen zur Deutschen Bahn AG und diese wurde Eigentümer der DFO.
Die Dänischen Staatsbahnen (DSB) gliederten 1997 ihr Fährgeschäft in die Scandlines Danmark A/S aus.
1997 investierten die DFO und Scandlines Danmark A/S in den Ausbau der Vogelfluglinie, u. a. in die Modernisierung der Hafenanlagen sowie in den Bau von vier modernen Doppelendfähren (Deutschland, Schleswig-Holstein, Prinsesse Benedikte, Prins Richard).
Die DFO fusionierte 1998 mit der Partnerreederei Scandlines Danmark A/S (heute Scandlines Danmark ApS) zur Scandlines AG. Eigentümer blieben weiterhin die Deutsche Bahn AG sowie das Königreich Dänemark, vertreten durch das Verkehrsministerium. Erster Vorstandsvorsitzender der neuen Gesellschaft wurde 1998–99 der aus Dänemark stammende Geschäftsmann Finn B. Larsen, der die Partner zusammengebracht und die Fusion mit seiner Frankfurter M&A-Firma vermittelt hatte. In den darauffolgenden Jahren baute Scandlines das internationale Routennetz kontinuierlich aus, zum Beispiel durch die Eröffnung neuer Fährverbindungen in die Baltischen Staaten und nach Finnland. Der Anteil der trajektierten Schienenfahrzeuge ging zu Gunsten von Lastkraftwagen und Pkw immer weiter zurück.
2007 verkauften die Eigentümer ihre Anteile an die Finanzinvestoren 3i und Allianz Capital, die je 40 Prozent übernahmen, sowie an die Deutsche Seereederei GmbH (DSR) aus Rostock, die sich mit 20 Prozent beteiligte. Zum 6. November 2008 wurde die Scandlines AG in die Scandlines Deutschland GmbH (heutiger Sitz Hamburg) umgewandelt. Am 29. Oktober 2010 gab die DSR bekannt, ihren 20-%-Anteil an Scandlines zu gleichen Teilen an die Finanzinvestoren 3i und Allianz Capital Partners (ACP) zu verkaufen.
Im Frühjahr 2010 bestellte Scandlines zwei neue Hybrid-Großfähren (Auftragsvolumen für Neubauten und Anpassungen an den Fährhäfen 230 Millionen Euro) bei der P+S Werften GmbH (P+S Werften Stralsund). Nachdem die Werft erhebliche Schwierigkeiten beim Bau der beiden Schiffe Berlin und Copenhagen hatte, kündigte Scandlines die Verträge. Die P+S-Werften mussten dadurch Insolvenz anmelden. Scandlines kaufte später die wegen zu hohen Gewichts nicht abgenommenen Schiffe aus der Insolvenzmasse und ließ sie bei der dänischen Werft Fayard A/S in Munkebo umbauen. Im Mai und Dezember 2016 wurden die Fähren in Dienst gestellt. Sie verkehren jetzt auf der Strecke Rostock–Gedser und sind zurzeit die größten Hybridfähren der Welt mit einer Länge von jeweils 170 Metern und Platz für 1300 Passagiere sowie 460 Pkw oder 96 Lkw.
Im Jahr 2012 verkaufte Scandlines die Strecken Travemünde–Ventspils/Liepāja, Nynäshamn–Ventspils, Rostock–Trelleborg und Sassnitz–Trelleborg an Stena Line. Außerdem wurden die Route Rostock–Hanko und die Fährschiffe Merchant, Aurora und Urd an die Swedish Orient Line (SOL) veräußert.
2013 kaufte der britische Finanzinvestor 3i die Scandferries Holding ApS und war damit bis 2018 alleiniger Eigentümer der Scandlines Deutschland GmbH.
Die ab dem Jahr 2000 zusammen mit der Stena Line betriebene kurze Fährlinie von Helsingør (Dänemark) nach Helsingborg (Schweden) wurde rückwirkend zum 1. Januar 2015 inklusive der fünf hier verkehrenden Fährschiffe (davon zwei von Scandlines) an First State Investments verkauft. Die HH Ferries Group betrieb diese Linie weiterhin unter der Marke Scandlines Helsingborg–Helsingör bis 2018. 2018 wurde das Unternehmen in ForSea umbenannt, die Schiffe fahren seitdem nicht mehr unter der Marke Scandlines.
Am 7. Juni 2017 wurden die beiden Scandlines-Routen Puttgarden – Rødby und Rostock – Gedser aufgrund einer nicht näher spezifizierten Bombendrohung vorübergehend eingestellt. Obwohl die Route Helsingør–Helsingborg nicht mehr zu Scandlines gehörte, wurde auch hier der Fährverkehr vorübergehend eingestellt, da die Drohung nicht auf eine bestimmte Route bezogen war und die Schiffe hier noch unter der Marke „Scandlines“ verkehrten.
Ende März 2018 verkaufte 3i die Fährreederei für 1,7 Milliarden Euro an ein Konsortium aus den Vermögensverwaltern First State Investment und Hermes Investment Management. Im Anschluss erwarb 3i wieder 35 % der Anteile an der Reederei, das australische Unternehmen First State Investment hält etwa 50 % und das britische Unternehmen Hermes Investment Management 14,9 % an Scandlines.
Im Jahr 2016 beförderte Scandlines auf den beiden Strecken Rødby–Puttgarden und Gedser–Rostock 7,6 Mio. Passagiere, 1,8 Mio. Pkw und 0,6 Mio. Frachteinheiten. 2019 waren es 7,2 Mio. Passagiere, 1,7 Mio. Pkw und mehr als 0,7 Mio. Frachteinheiten bei insgesamt gut 41.500 Abfahrten mit acht Fähren.
Nach dem Verkauf mehrerer Linien an Stena Line im Jahr 2012 wurden durch Scandlines nur noch auf der Vogelfluglinie Schienenfahrzeuge trajektiert. Dies endete auch am 14. Dezember 2019, so dass heute kein Eisenbahnfährverkehr mehr durchgeführt wird.

## Kennzahlen der Unternehmensgruppe
| Jahr | Umsatz in Mio. Euro | Betriebsergebnis in Mio. Euro | Jahresüberschuss in Mio. Euro | Mitarbeiter | Passagiere in Mio. |
| ---- | ------------------- | ----------------------------- | ----------------------------- | ----------- | ------------------ |
| 2007 | 589,6               |                               |                               | 2945        | 20,5               |
| 2008 | 584,0               | 131,0                         | −20                           | 2729        | 17,3               |
| 2009 | 504,9               | 159,0                         | −5                            | 2604        | 12,0               |
| 2010 | 567                 | 177                           | 22                            | 2442        | 12,4               |
| 2011 | 611                 | 182                           | 10                            | 2177        | 12,0               |
| 2012 | 608                 |                               | 76                            | 2112        | 11,7               |
| 2013 | 505                 | 172                           |                               | 1772        | 11                 |
| 2014 | 445                 | 160                           | 60                            | 1533        | 11,1               |
| 2015 | 460                 | 170                           | 107                           | 1488        | 7,6                |
| 2016 | 470                 | 180                           | 81                            | 1506        | 7,6                |
| 2017 | 487                 | 194                           | 88                            | 1524        | 7,6                |
| 2018 | 477                 | 91                            | 124                           | 1534        | 7,4                |
| 2019 |                     | 188                           | 115                           | 1533        | 7,2                |
| 2020 | 273                 | 84                            | 18                            | 1357        |                    |

Die Zahlen wurden den laufenden Geschäftsberichten bzw. den Pressemitteilungen von Scandlines entnommen.

Die drei Fährrouten der Scandferries-Gruppe bis 2015

## Aktuelle Fährrouten
- „Vogelfluglinie“ Puttgarden–Rødby
- Fährverbindung Rostock–Gedser

## Flotte
Scandlines übernahm bei der Gründung die Flotten von Scandlines Danmark A/S und DFO und betrieb diese vorerst weiter. Später wurden weitere Schiffe für den Einsatz bei Scandlines gechartert, andere Schiffe wurden ausgemustert. 
Im Zuge der unternehmenseigenen Strategie „Von Hybrid zu emissionsfreien Fähren“ wurde das Fährschiff Prinsesse Benedikte auf der Strecke Puttgarden–Rødby 2013 als erstes zu einer Hybridfähre umgerüstet. 2014 folgten dann die restlichen drei auf der Strecke verkehrenden Schiffe. Die Fähren werden nun durch ein Hybridsystem angetrieben, das den traditionellen Dieselmotor mit elektrischem Batterieantrieb kombiniert. Überschüssige Energie wird in Batterien gespeichert, die die elektrischen Antriebsmotoren antreiben. So können die Fähren ihren Treibstoffverbrauch senken und besser an die Auslastung anpassen. Angaben der Reederei zufolge werden auf diese Weise bis zu 15 % der CO2-Emissionen eingespart. Gleichzeitig wurden die Schiffe mit einem Abgaswäscher (Scrubber) ausgerüstet, der die gasförmigen Schadstoff-Emissionen der Fähren um 90 % senkt.
Parallel dazu wurden für die Strecke Rostock–Gedser die Hybridfähren Berlin und Copenhagen gebaut und 2016 in Dienst gestellt. Im Vergleich zu konventionellen Fähren kann durch das Hybrid-Antriebssystem der beiden Fähren der Brennstoffverbrauch pro Überfahrt um 2/3 reduziert werden. Die Copenhagen wurde im Mai 2020 zusätzlich mit einem Rotorsegel ausgestattet, um die CO2-Emissionen um weitere 4–5 % zu senken. Auch die Berlin bekam ein solches Rotorsegel im Mai 2022.
Heute sind sechs von sieben Schiffen der Reederei Hybridfähren; damit besitzt und betreibt Scandlines nach eigenen Angaben die größte Hybridflotte der Welt.
- Berlin (Rostock–Gedser; Hybrid)
- Copenhagen (Rostock–Gedser; Hybrid)
- Deutschland (Puttgarden–Rødby; Hybrid)
- Schleswig-Holstein (Puttgarden–Rødby; Hybrid)
- Prinsesse Benedikte (Puttgarden–Rødby; Hybrid)
- Prins Richard (Puttgarden–Rødby; Hybrid)
- Kronprins Frederik (Puttgarden – Rødby, Rostock–Gedser, Reserveschiff)

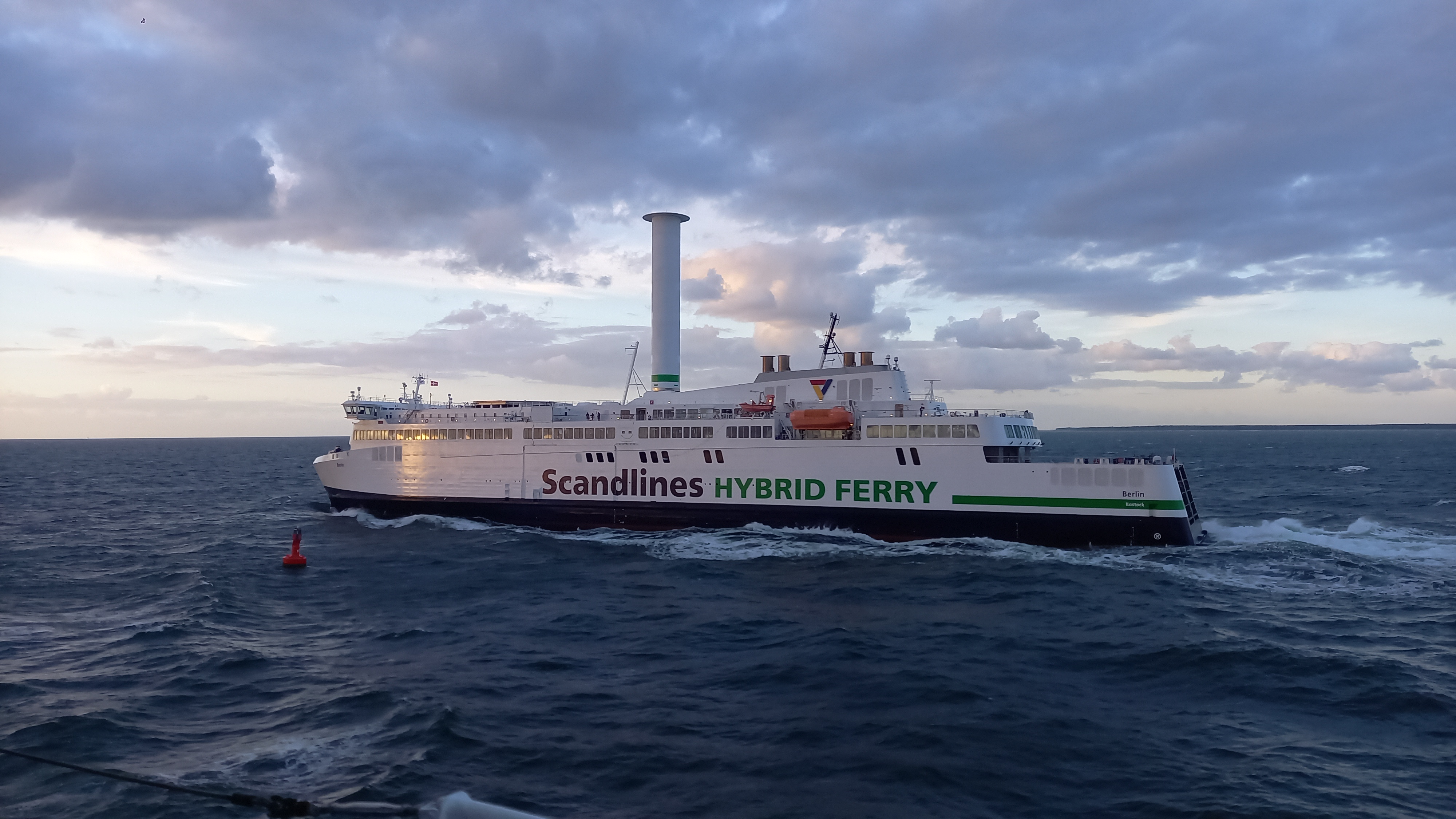
Berlin
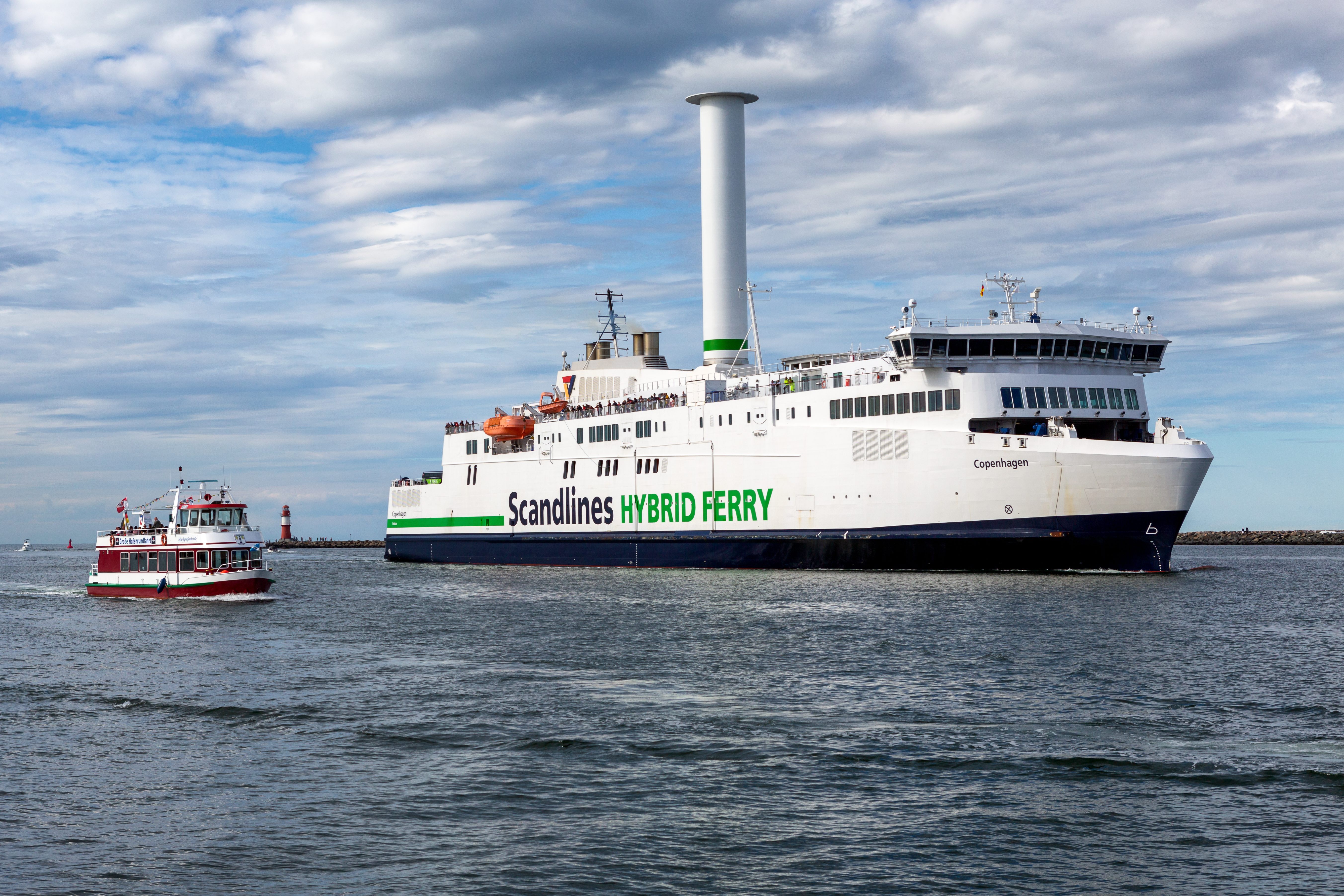
Copenhagen
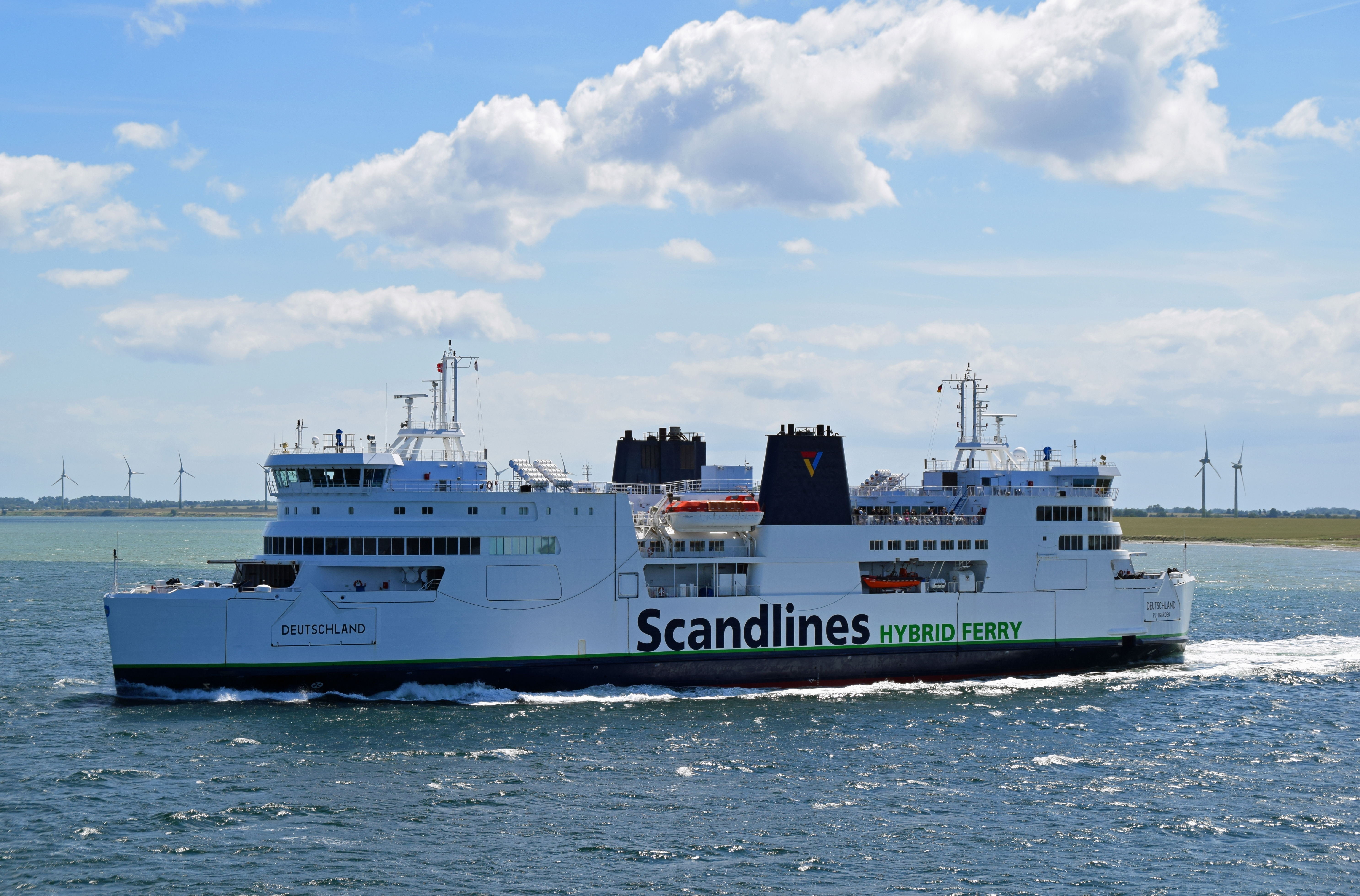
Deutschland
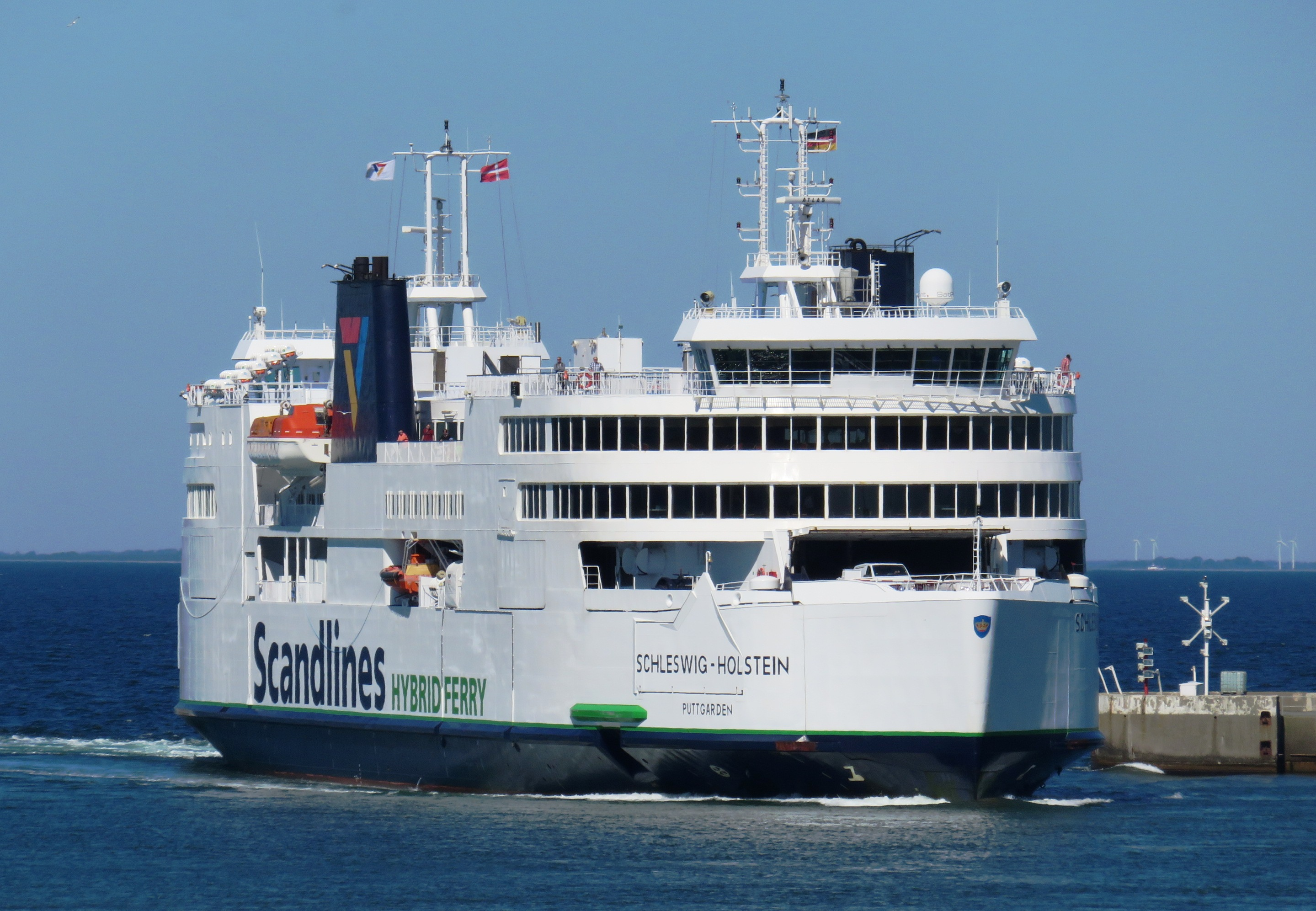
Schleswig-Holstein
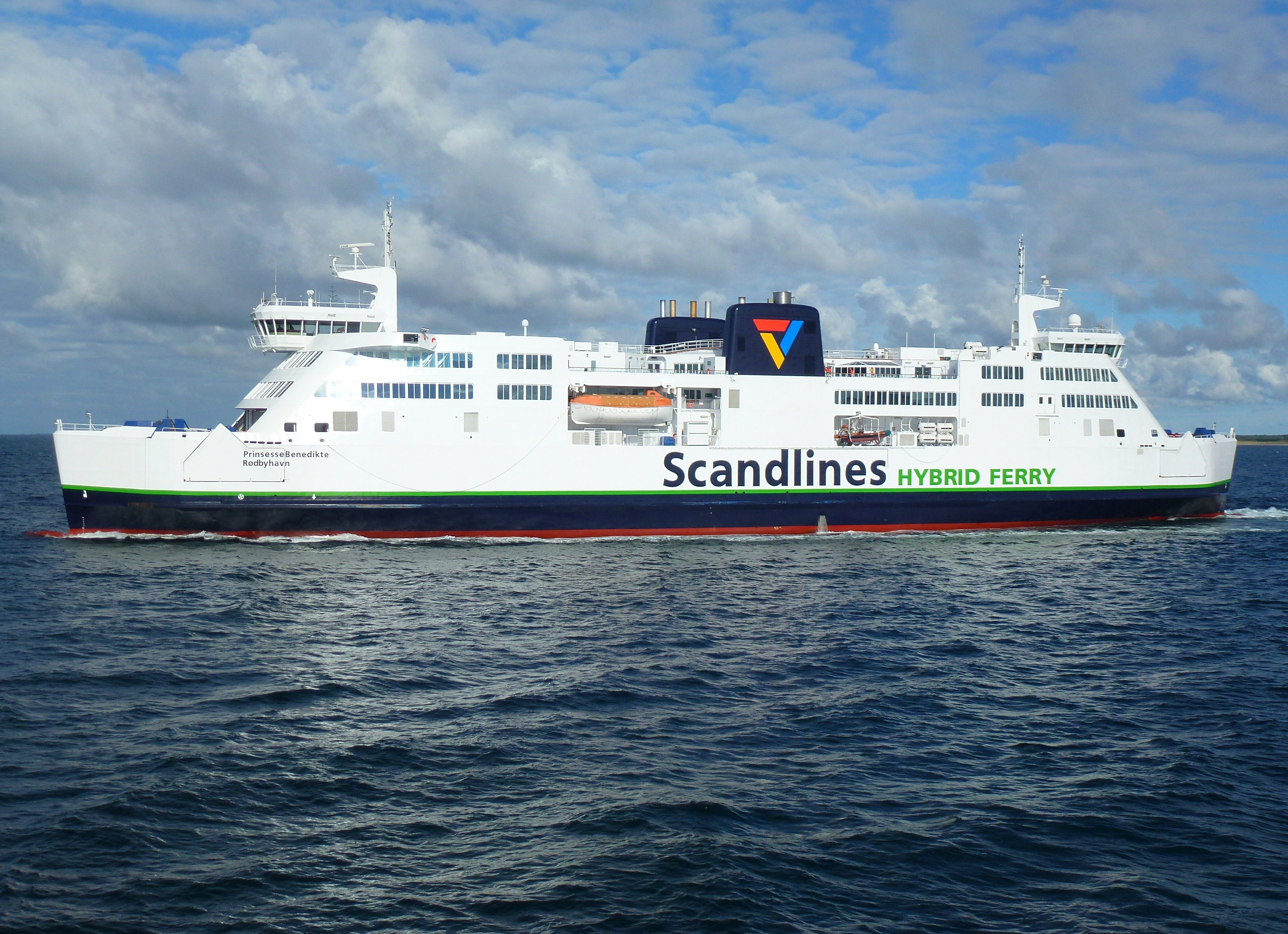
Prinsesse Benedikte
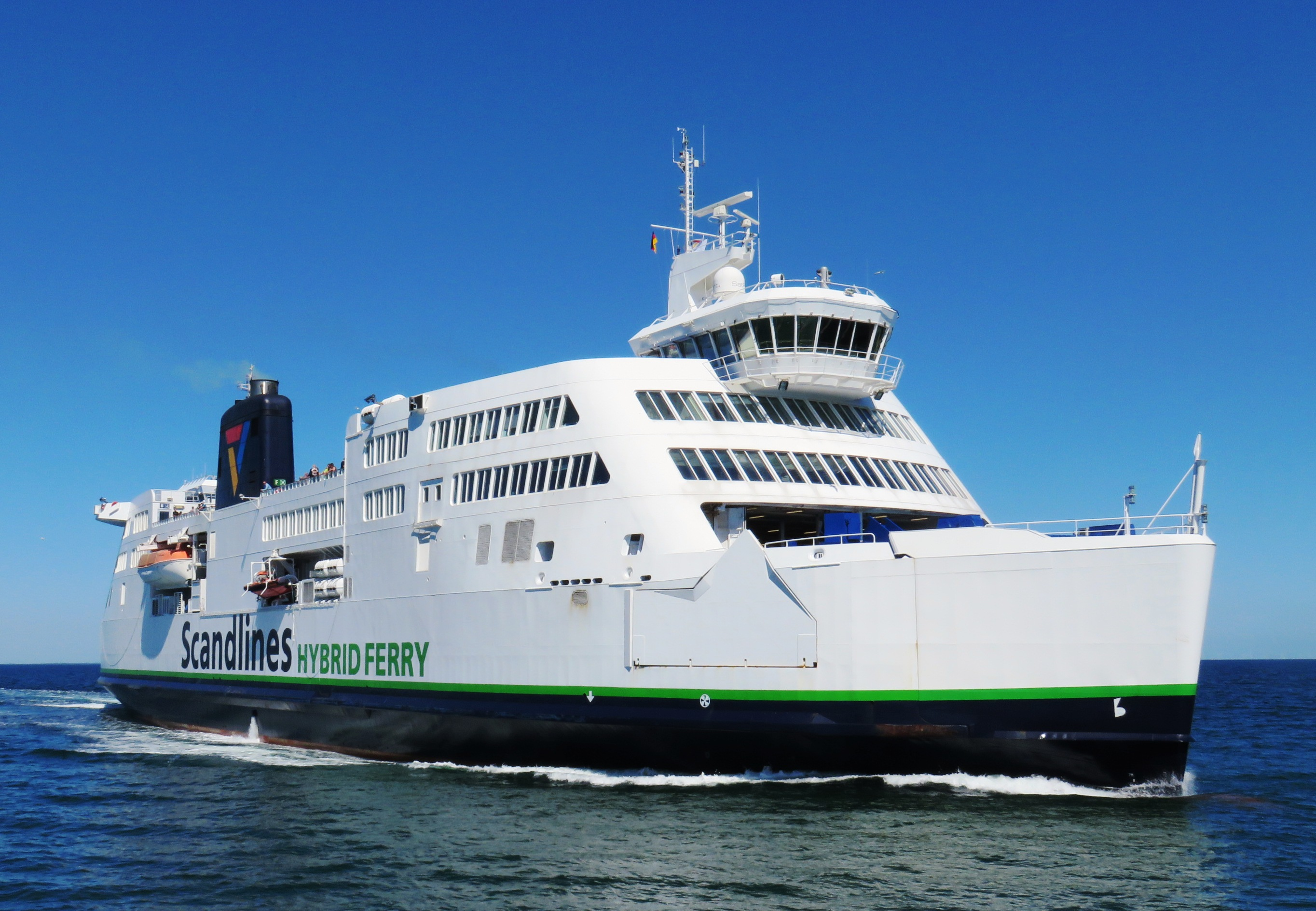
Prins Richard
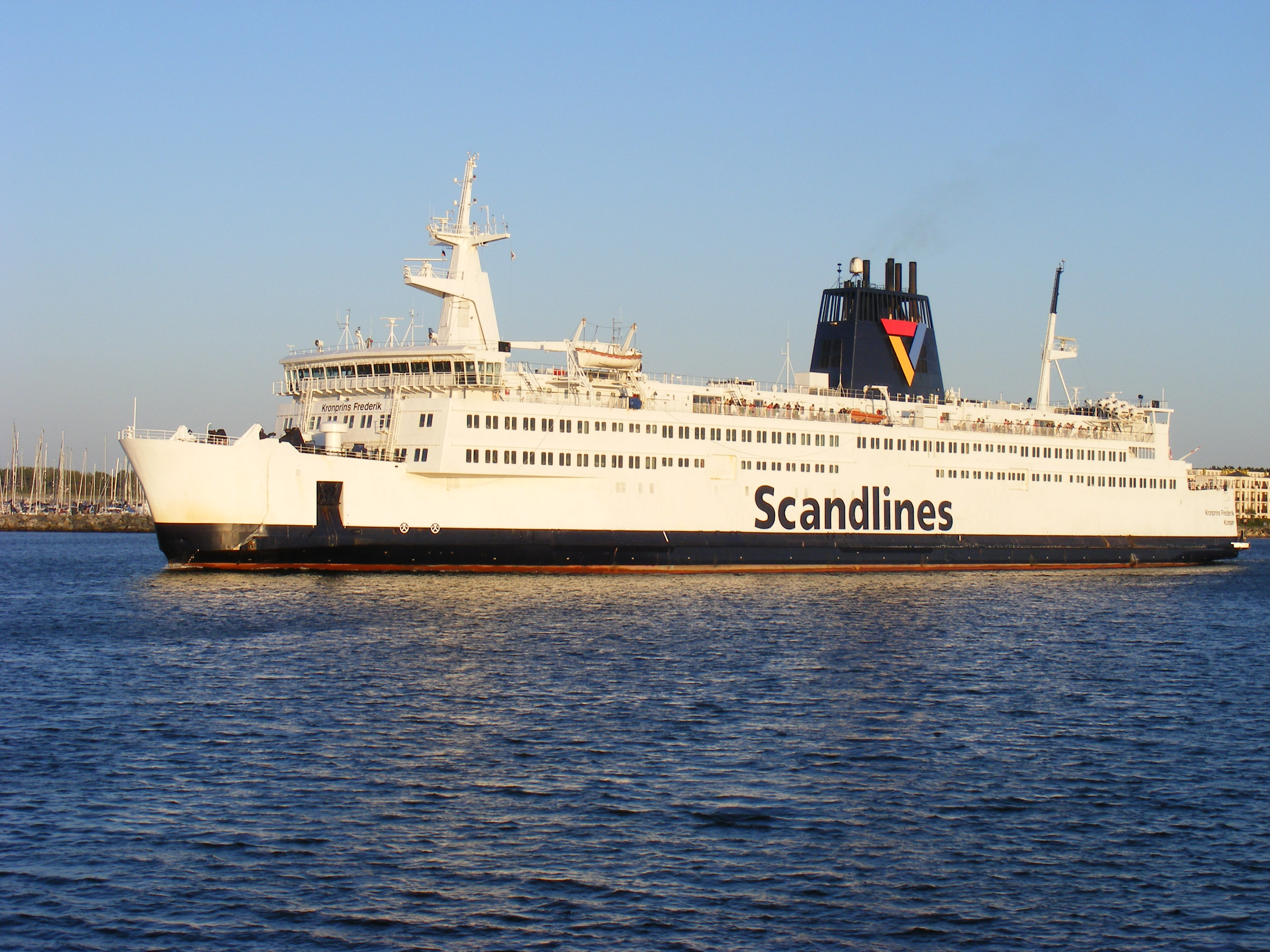
Kronprins Frederik

## Sonstiges
Das Scandlines-Logo steht als Symbol für die wichtigsten Märkte von Scandlines. Gelb steht für Deutschland, Rot für Dänemark und Blau für Schweden.
In den Häfen von Rostock und Puttgarden (dort auf einer mehrstöckigen Pontonkonstruktion) betreibt Scandlines zwei „BorderShops“ mit einem breiten Sortiment an alkoholischen und nicht-alkoholischen Getränken sowie Süßigkeiten, mit denen im Jahr 2016 fast 30 Prozent des Unternehmensumsatzes erzielt wurden. Das Angebot richtet sich vor allem an skandinavische Kunden.
Das Unternehmen ist Mitglied im ShortSeaShipping Inland Waterway Promotion Center.